# Nepogomphus modestus
Nepogomphus modestus – gatunek ważki z rodziny gadziogłówkowatych (Gomphidae).